# ميدان النافورات (باكو)

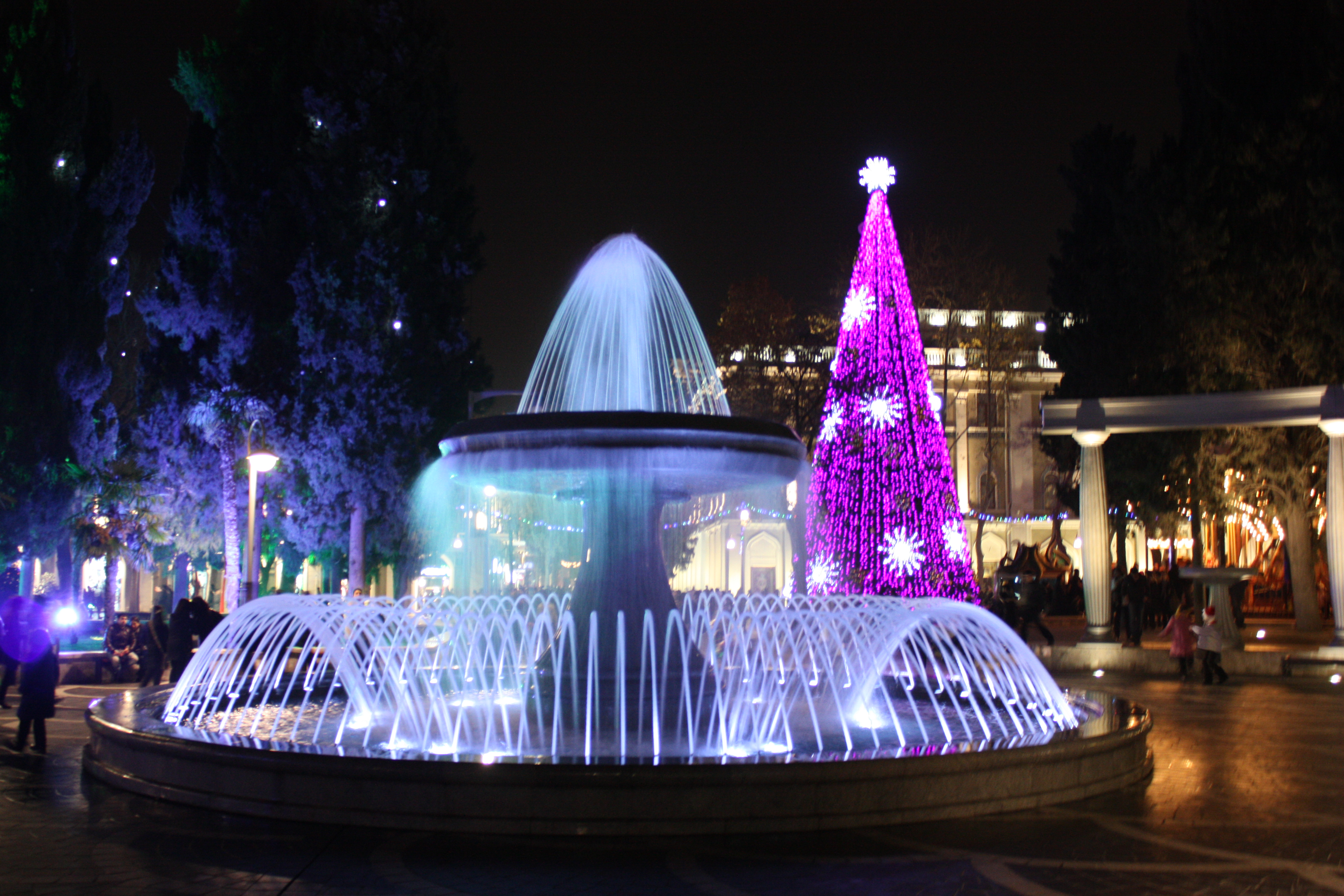
ميدان النوافرات في الليلة

ميدان النوافرات هي واحدة من الميادين المركزية الأولى في باكو. ويقع الميدان في تقاطع الشوارع نيكار رافيبايلي واحمد جاواد في قرية سباييل. يزين مركز الميدان مجمع النافورة. فهو وجهة سياحية جذابة يحتوى على العديد من المحلات والمطاعم والمحلات التجارية والفنادق.
أصبحت الحديقة تتبع الميدان الواسع والاخضر، بنتيجة ترميم في عام 1950. الميدان احاط بالأثار المعمارية الذي يعود إلى القرن التاسع عشر والقرن العشرين، بالمتحف الادب الوطني الأذربيجاني آسمه نظامي كنجوي، بالبناية السينما أراز، بالفندق يسر بيلازا وكنيسة غريغوري المقدسة وغيرها.
في عام 2010 تم تجديد ميدان النوافرات وتغييرها تماما.

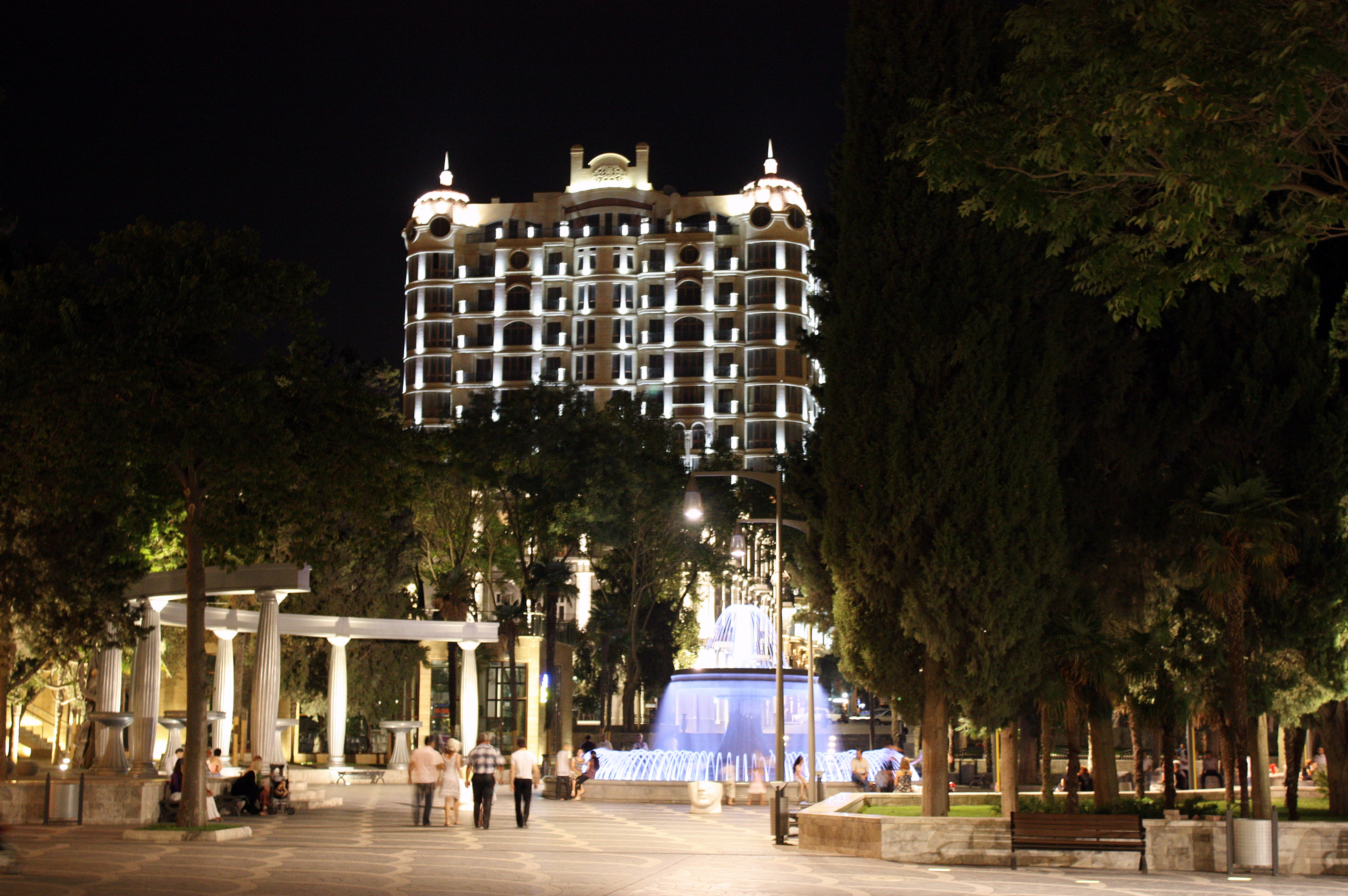
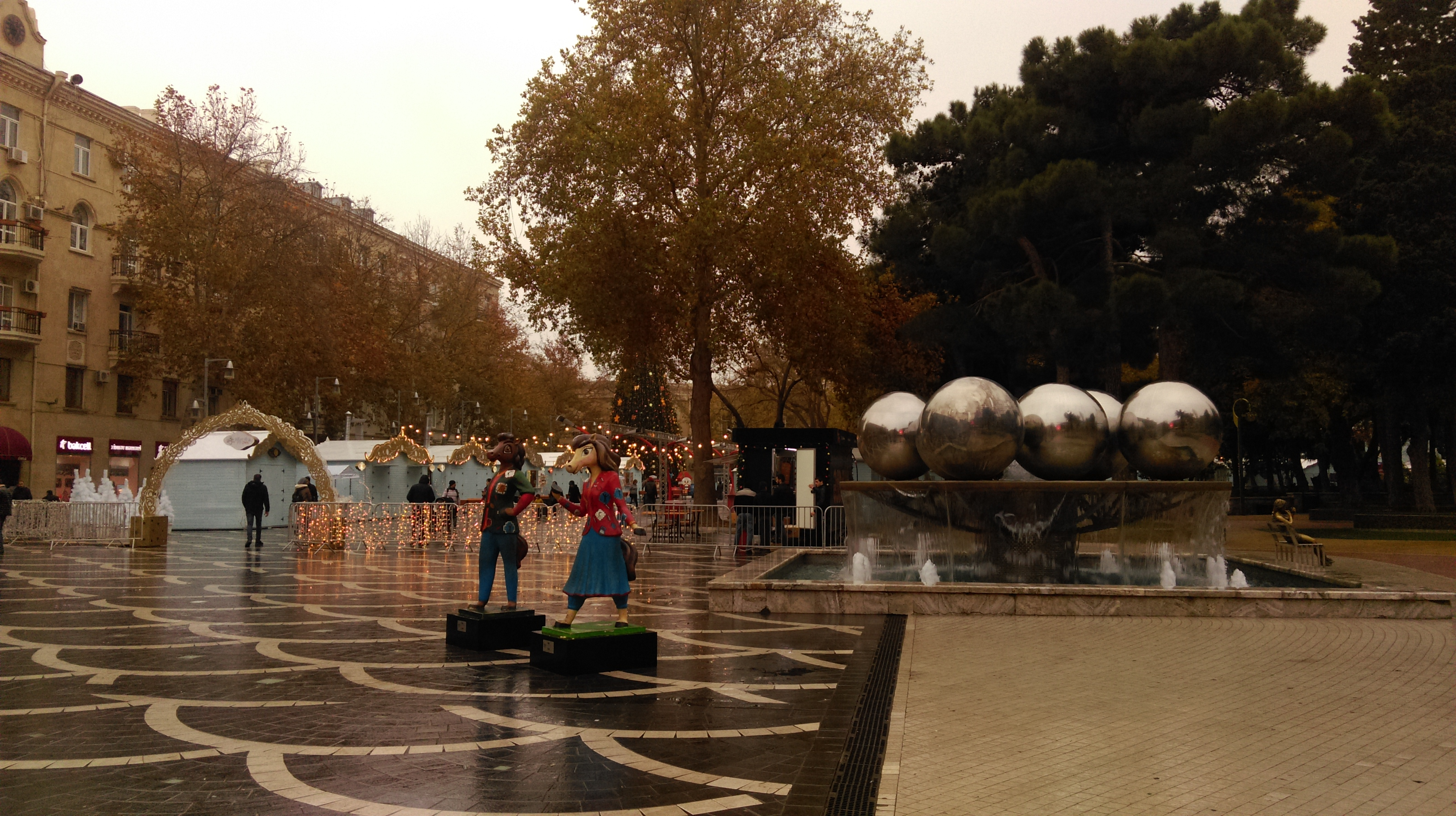
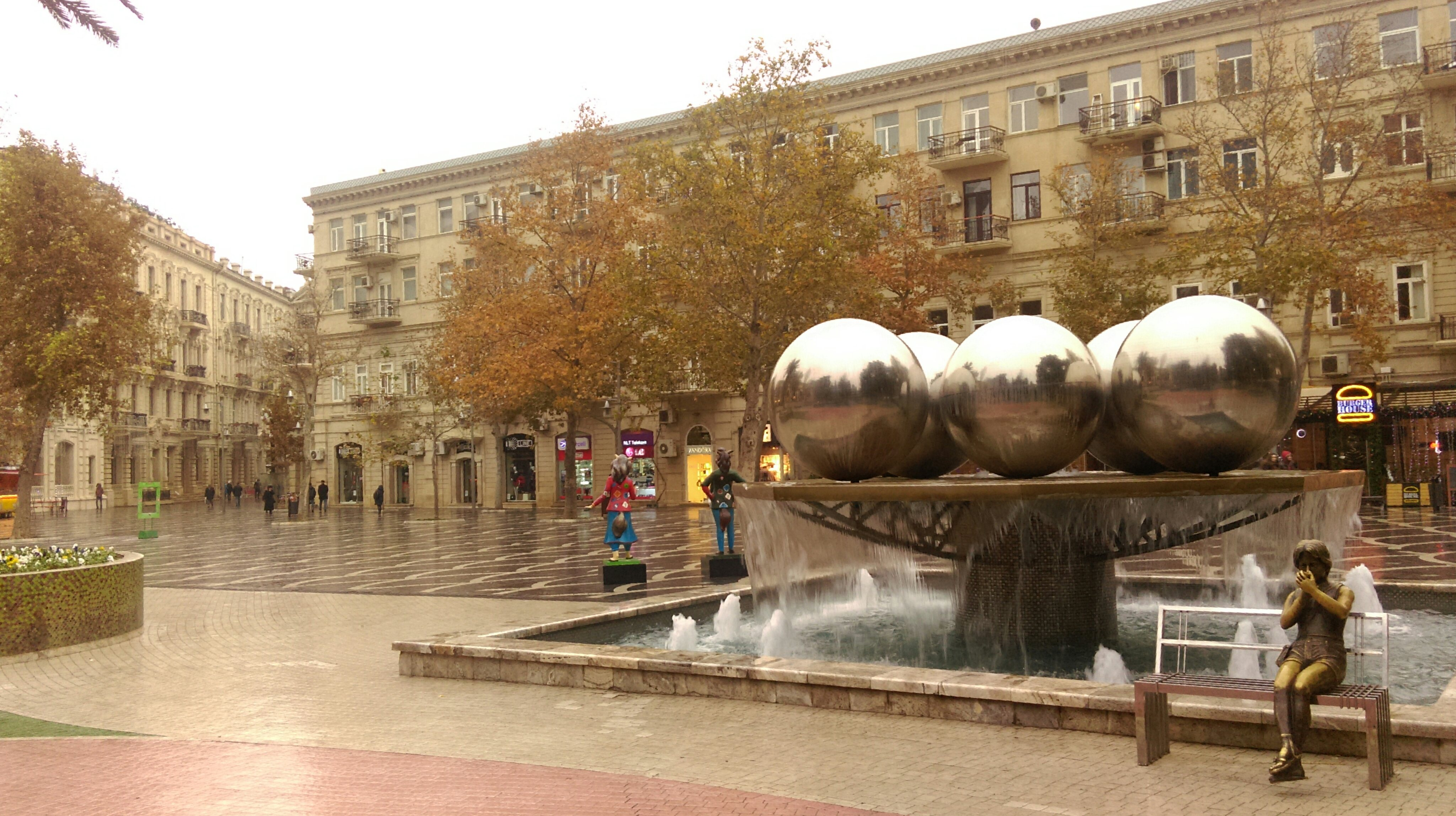
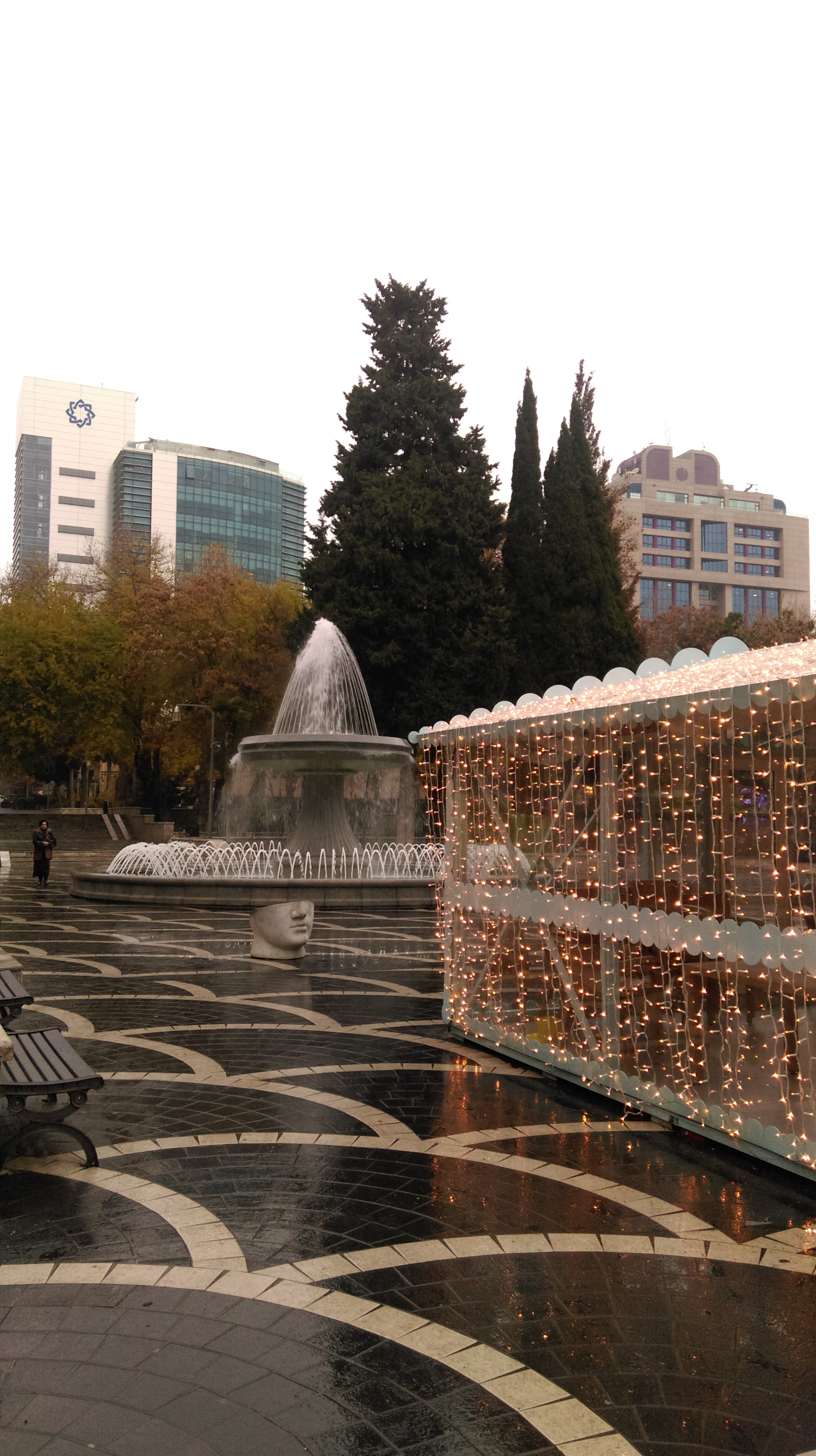
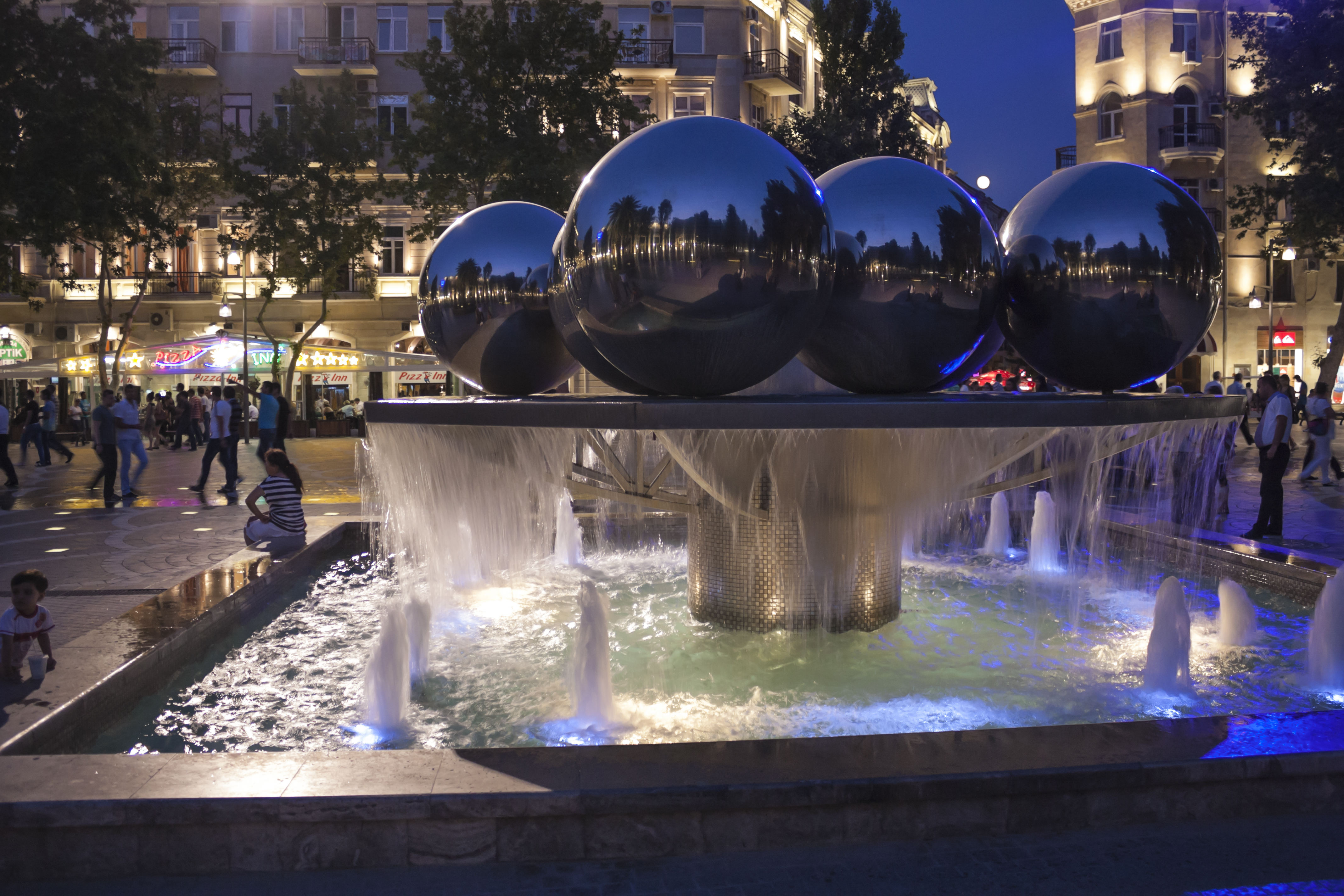
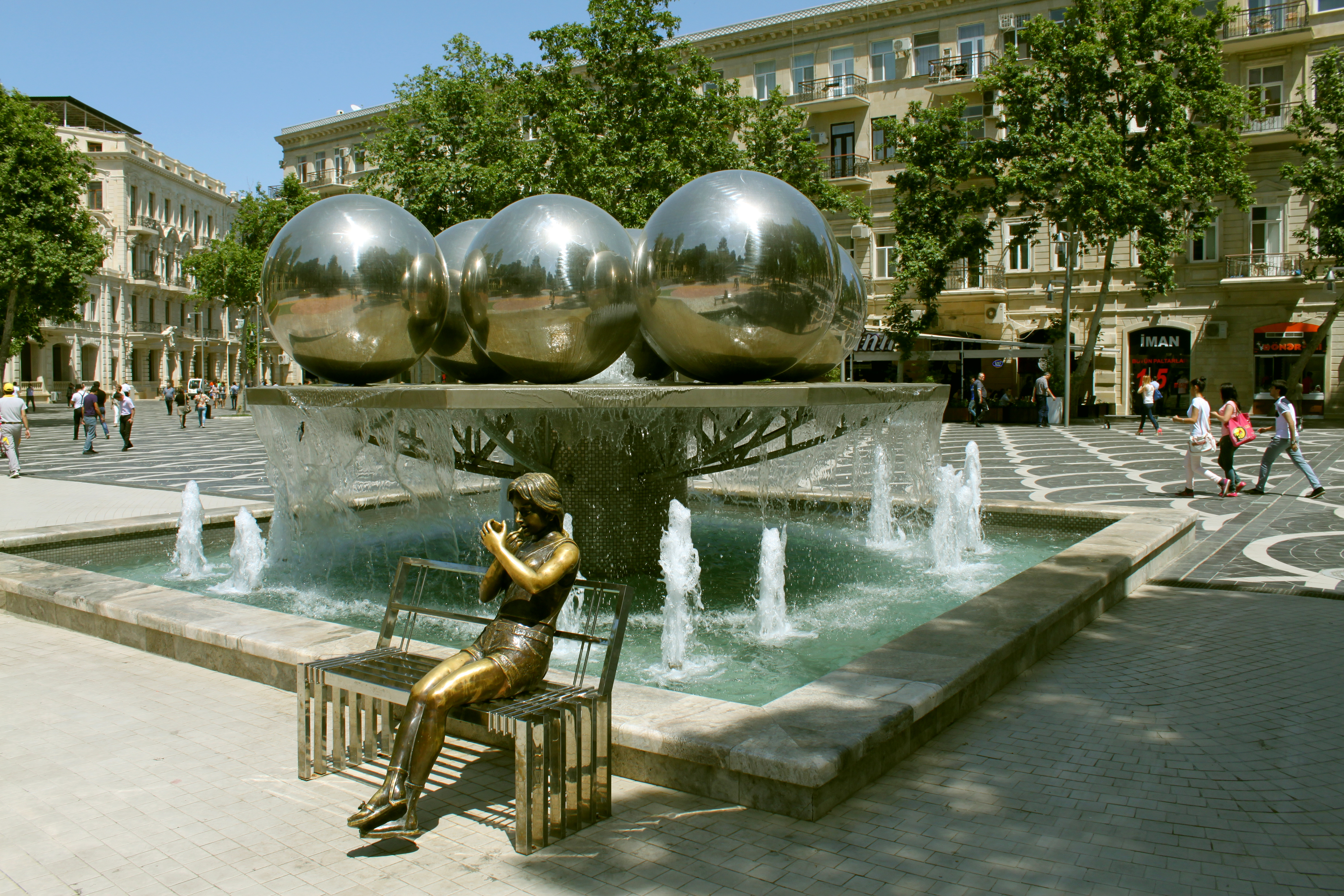
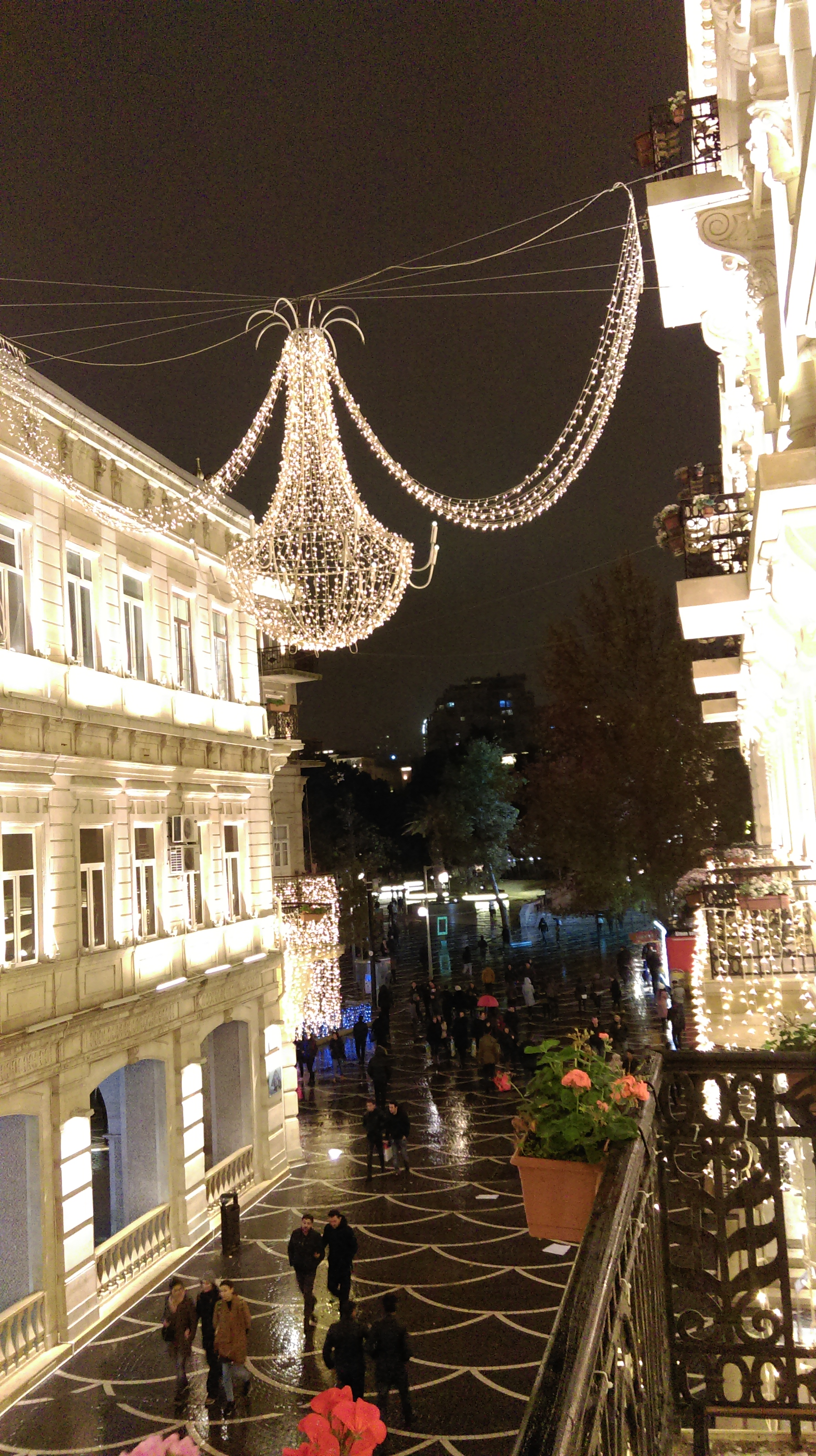
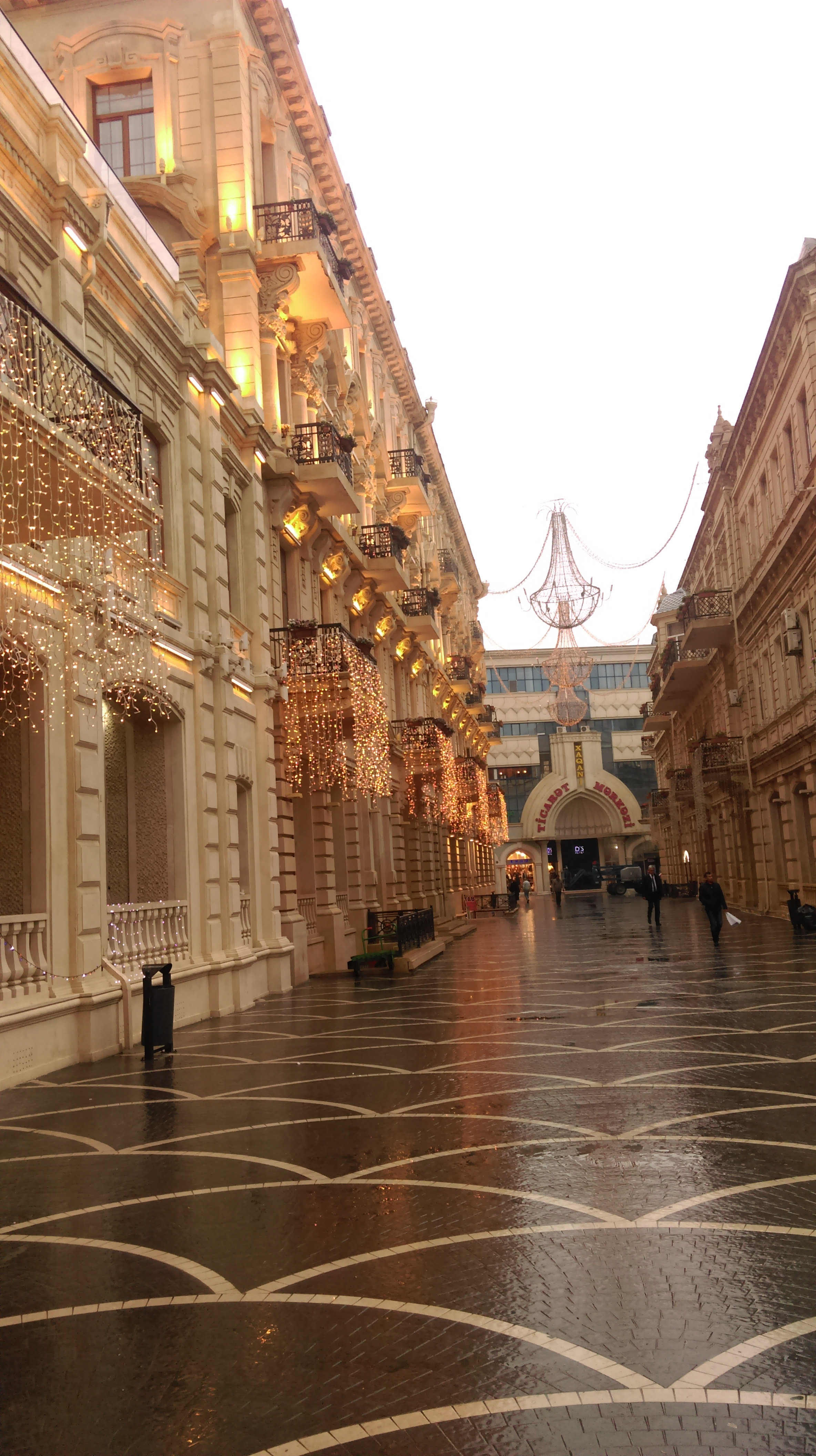